# Valmadrera
Valmadrera (lombardul: La Vall) település Olaszországban, Lombardia régióban, Lecco megyében. Lakosainak száma 11 131 fő (2023. január 1.). Valmadrera Civate, Galbiate, Malgrate, Mandello del Lario, Valbrona, Canzo, Lecco és Oliveto Lario községekkel határos.

## Népesség
A település lakossága az elmúlt években az alábbi módon változott:
| Lakosok száma | 11 612 | 11 601 | 11 131 |
|               | 2017   | 2018   | 2023   |